# Kurpeny
Kurpeny románul Curpenii Silvaşului, németül Gutschendorf elnéptelenedett falu Romániában, Erdélyben, Hunyad megyében. Közigazgatásilag Királybányatoplica községhez tartozik.
Vajdahunyadtól 25 kilométerre található.
1850-ben 120, 1880-ban 180, 1890-ben 194, 1900-ban 250, 1910-ben 290, 1920-ban 265, 1930-ban 262, 1941-ben 250, 1956-ban 203, 1966-ban 100, 1977-ben 10 lakosa volt. Az 1992-es és 2002-es népszámlálásnál már nem élt senki a faluban.